# Pandas
pandas — программная библиотека на языке Python для обработки и анализа данных. Работа pandas с данными строится поверх библиотеки NumPy, являющейся инструментом более низкого уровня. Предоставляет специальные структуры данных и операции для манипулирования числовыми таблицами и временны́ми рядами. Название библиотеки происходит от эконометрического термина «панельные данные», используемого для описания многомерных структурированных наборов информации. pandas распространяется под новой лицензией BSD.

## Область применения
Основная область применения — обеспечение работы в рамках среды Python не только для сбора и очистки данных, но для задач анализа и моделирования данных, без переключения на более специфичные для статобработки языки (такие, как R и Octave).
Также активно ведётся работа по реализации «родных» категориальных типов данных.
Пакет прежде всего предназначен для очистки и первичной оценки данных по общим показателям, например среднему значению, квантилям и так далее; статистическим пакетом он в полном смысле не является, однако наборы данных типов DataFrame и Series применяются в качестве входных в большинстве модулей анализа данных и машинного обучения (SciPy, Scikit-Learn и других).

## Возможности
Основные возможности библиотеки:
- Объект DataFrame для манипулирования индексированными массивами двумерных данных[4]
- Инструменты для обмена данными между структурами в памяти и файлами различных форматов
- Встроенные средства совмещения данных и способы обработки отсутствующей информации
- Переформатирование наборов данных, в том числе создание сводных таблиц
- Срез данных по значениям индекса, расширенные возможности индексирования, выборка из больших наборов данных
- Вставка и удаление столбцов данных
- Возможности группировки позволяют выполнять трёхэтапные операции типа «разделение, изменение, объединение» (англ. split-apply-combine).
- Слияние и объединение наборов данных
- Иерархическое индексирование позволяет работать с данными высокой размерности в структурах меньшей размерности
- Работа с временными рядами: формирование временных периодов и изменение интервалов и так далее

Библиотека оптимизирована для высокой производительности, наиболее важные части кода написаны на Cython и Си.

## История
Разработка пакета начата в 2008 году сотрудником AQR Capital Management Уэсом Маккини (англ. Wes McKinney). Перед уходом из AQR ему удалось убедить руководство позволить опубликовать исходный код библиотеки под свободной лицензией.
Другой работник AQR — Чан Шэ — присоединился к проекту в 2012 году, став вторым главным разработчиком библиотеки. Примерно в то же время библиотека набрала популярность в среде Python-разработчиков, и к проекту присоединилось множество новых участников.

## Примеры использования
Кривые
```
import
 
pandas
 
as
 
pd

import
 
matplotlib.pyplot
 
as
 
plt

import
 
numpy
 
as
 
np

df
 
=
 
pd
.
DataFrame
(
np
.
random
.
randn
(
100
,
 
5
),
 
columns
=
list
(
'ABCDE'
))

df
=
df
.
cumsum
()
 
# Return cumulative sum over a DataFrame or Series axis

df
.
plot
()

plt
.
show
()

```

Диаграмма
```
df
 
=
 
pd
.
DataFrame
(
np
.
random
.
rand
(
10
,
 
5
),
 
columns
=
list
(
'ABCDE'
))

df
.
plot
.
bar
(
stacked
=
True
)

plt
.
show
()

```

 График 
```
df
 
=
 
pd
.
DataFrame
(
np
.
random
.
rand
(
7
,
 
5
),
 
columns
=
list
(
'ABCDE'
))

df
.
plot
.
box
()

plt
.
show
()

```

 Гистограмма 
```
data
 
=
 
pd
.
Series
(
np
.
random
.
normal
(
size
=
100
))

data
.
hist
(
grid
=
False
)

plt
.
show
()

```